# Equitazione ai Giochi della XVII Olimpiade
Le competizioni di equitazione dei Giochi della XVII Olimpiade si sono svolte nei giorni dal 5 all'11 settembre 1960 in varie sedi a Roma.
A differenza della passata edizione di Stoccolma 1956 non si è disputata la prova del dressage a squadre.

## Programma
| Equitazione ai Giochi della XVII Olimpiade | Equitazione ai Giochi della XVII Olimpiade | Equitazione ai Giochi della XVII Olimpiade | Equitazione ai Giochi della XVII Olimpiade | Equitazione ai Giochi della XVII Olimpiade | Equitazione ai Giochi della XVII Olimpiade | Equitazione ai Giochi della XVII Olimpiade | Equitazione ai Giochi della XVII Olimpiade | Equitazione ai Giochi della XVII Olimpiade | Equitazione ai Giochi della XVII Olimpiade | Equitazione ai Giochi della XVII Olimpiade | Equitazione ai Giochi della XVII Olimpiade | Equitazione ai Giochi della XVII Olimpiade | Equitazione ai Giochi della XVII Olimpiade | Equitazione ai Giochi della XVII Olimpiade | Equitazione ai Giochi della XVII Olimpiade | Equitazione ai Giochi della XVII Olimpiade | Equitazione ai Giochi della XVII Olimpiade | Equitazione ai Giochi della XVII Olimpiade |                       |
| Eventi / Giorni                            | Agosto/Settembre 1960                      | Agosto/Settembre 1960                      | Agosto/Settembre 1960                      | Agosto/Settembre 1960                      | Agosto/Settembre 1960                      | Agosto/Settembre 1960                      | Agosto/Settembre 1960                      | Agosto/Settembre 1960                      | Agosto/Settembre 1960                      | Agosto/Settembre 1960                      | Agosto/Settembre 1960                      | Agosto/Settembre 1960                      | Agosto/Settembre 1960                      | Agosto/Settembre 1960                      | Agosto/Settembre 1960                      | Agosto/Settembre 1960                      | Agosto/Settembre 1960                      | Agosto/Settembre 1960                      | Agosto/Settembre 1960 |
| Eventi / Giorni                            | 25                                         | 26                                         | 27                                         | 28                                         | 29                                         | 30                                         | 31                                         | 1                                          | 2                                          | 3                                          | 4                                          | 5                                          | 6                                          | 7                                          | 8                                          | 9                                          | 10                                         | 11                                         |                       |
| ------------------------------------------ | ------------------------------------------ | ------------------------------------------ | ------------------------------------------ | ------------------------------------------ | ------------------------------------------ | ------------------------------------------ | ------------------------------------------ | ------------------------------------------ | ------------------------------------------ | ------------------------------------------ | ------------------------------------------ | ------------------------------------------ | ------------------------------------------ | ------------------------------------------ | ------------------------------------------ | ------------------------------------------ | ------------------------------------------ | ------------------------------------------ | --------------------- |
| Dressage                                   |                                            |                                            |                                            |                                            |                                            |                                            |                                            |                                            |                                            |                                            |                                            | ●                                          | Finale                                     |                                            |                                            |                                            |                                            |                                            |                       |
| Completo individuale                       |                                            |                                            |                                            |                                            |                                            |                                            |                                            |                                            |                                            |                                            |                                            |                                            | ●                                          | ●                                          | ●                                          | ●                                          | Finale                                     |                                            |                       |
| Completo a squadre                         |                                            |                                            |                                            |                                            |                                            |                                            |                                            |                                            |                                            |                                            |                                            |                                            | ●                                          | ●                                          | ●                                          | ●                                          | Finale                                     |                                            |                       |
| Ostacoli individuale                       |                                            |                                            |                                            |                                            |                                            |                                            |                                            |                                            |                                            |                                            |                                            |                                            |                                            | Finale                                     |                                            |                                            |                                            |                                            |                       |
| Ostacoli a squadre                         |                                            |                                            |                                            |                                            |                                            |                                            |                                            |                                            |                                            |                                            |                                            |                                            |                                            |                                            |                                            |                                            |                                            | Finale                                     |                       |

## Podi
| Evento                                   | Oro                                                              | Perform. | Argento                                                   | Perform. | Bronzo                                              | Perform. |
| Dressage individuale (dettagli)          | Sergey Filatov                                                   | 2144     | Gustav Fischer                                            | 2087     | Josef Neckermann                                    | 2082     |
| Concorso completo individuale (dettagli) | Lawrence Morgan                                                  | 7.15     | Neale Lavis                                               | -16.50   | Anton Bühler                                        | -51.21   |
| Concorso completo a squadre (dettagli)   | Australia Lawrence Morgan Neale Lavis Bill Roycroft              | -128.18  | Svizzera Anton Bühler Hans Schwarzenbach Rudolf Günthardt | -386.02  | Francia Louis Jean Le Goff Guy Lefrant Jéhan Le Roy | -515.71  |
| Salto ostacoli individuale (dettagli)    | Raimondo D'Inzeo                                                 | 12.00    | Piero D'Inzeo                                             | 16.00    | David Broome                                        | 23.00    |
| Salto ostacoli a squadre (dettagli)      | Germania Hans Günter Winkler Fritz Thiedemann Alwin Schockemöhle | 46.50    | Stati Uniti Frank Chapot William Steinkraus George Morris | 66.00    | Italia Raimondo D'Inzeo Piero D'Inzeo Antonio Oppes | 80.50    |

## Medagliere
| Posizione | Paese            |   |   |   | Totale |
| --------- | ---------------- | - | - | - | ------ |
| 1         | Australia        | 2 | 1 | 0 | 3      |
| 2         | Italia           | 1 | 1 | 1 | 3      |
| 3         | Germania         | 1 | 0 | 1 | 2      |
| 4         | Unione Sovietica | 1 | 0 | 0 | 1      |
| 5         | Svizzera         | 0 | 2 | 1 | 3      |
| 6         | Stati Uniti      | 0 | 1 | 0 | 1      |
| 7         | Francia          | 0 | 0 | 1 | 1      |
|           | Gran Bretagna    | 0 | 0 | 1 | 1      |
| Totale    | Totale           | 5 | 5 | 5 | 15     |